# Convention de Montevideo
La convention de Montevideo sur les droits et les devoirs des États est un traité signé à Montevideo (Uruguay) le 26 décembre 1933 au cours de la septième Conférence pan-américaine (en). Le président américain Franklin Delano Roosevelt et son secrétaire d'État Cordell Hull annoncèrent la mise en route de la politique de bon voisinage, qui mettait théoriquement un terme à la doctrine du Big Stick. L'accord est signé avec quelques réserves de la part des États-Unis, du Brésil et du Pérou.

## Définition d'un État
Cette convention est citée en droit international en particulier pour sa définition d'un État souverain comme respectant les quatre critères suivants : « être peuplé en permanence, contrôler un territoire défini, être doté d’un gouvernement, et être apte à entrer en relation avec les autres États ». Cet article est considéré comme du droit international coutumier, c'est-à-dire qu'il s'applique à tous les États, même les États qui ne sont pas partis à cette convention internationale, car son contenu est similaire à la pratique internationale.